# تاریخ پرو
تاریخ پرو مسیری طولانی را پیموده و دارای فراز و نشیب‌های فراوانی بوده‌است.

## باشندگان نخستین

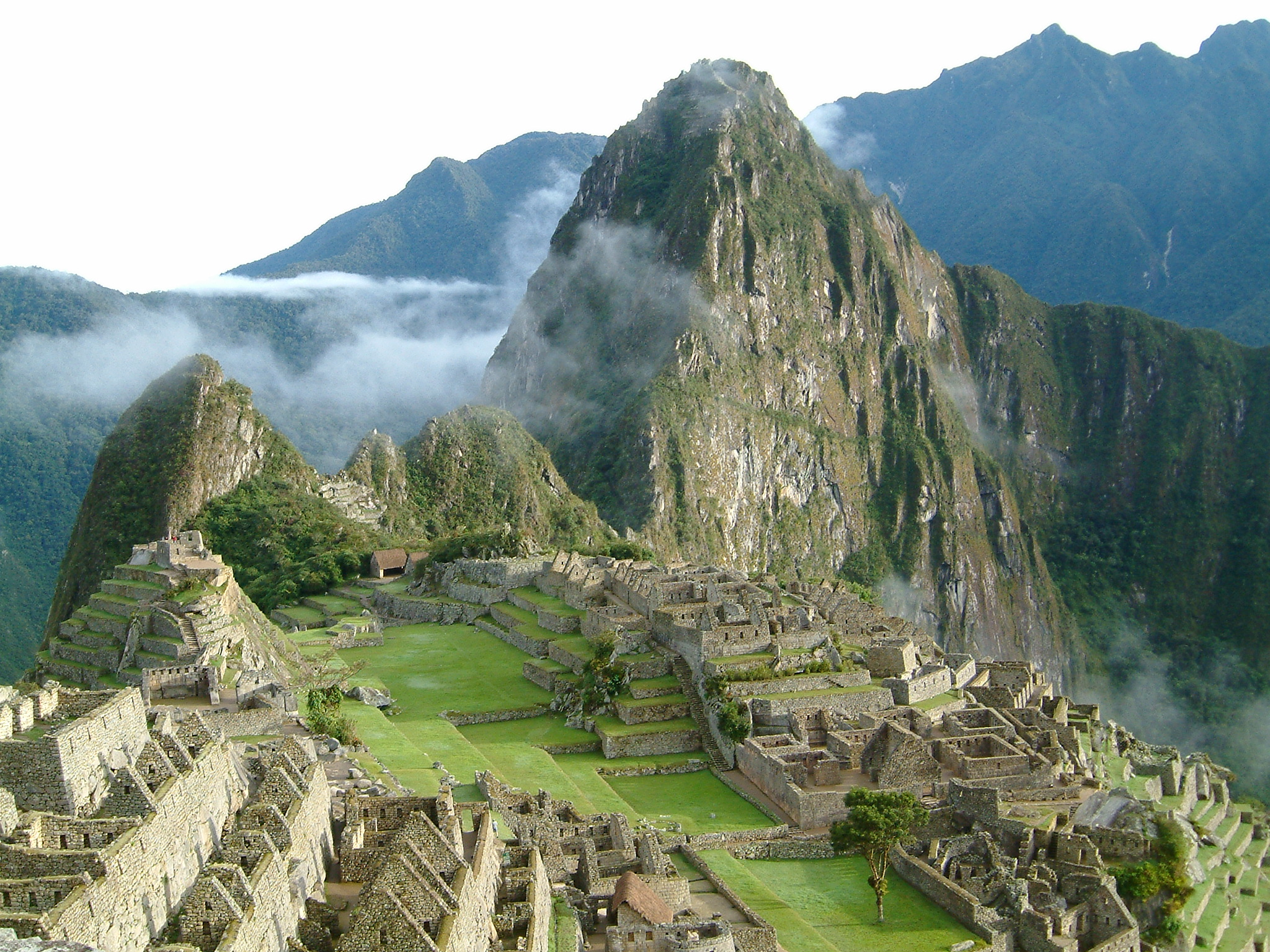
ماچو پیچو، شهر گمشده اینکاها

شواهد باستان‌شناسی در مکان‌هایی همچون در غارهای پیکوئیماچای، آیاکوچو، شیواتروس، فرهنگ لاوریکوچا، پایجان، و توگوئپلا قرار دارد که نشان می‌دهد شکارچیان (جانوران وحشی) در ۲۰ هزار سال قبل در این نقاط سکنی داشته‌اند. برخی از قدیمی‌ترین تمدن‌های چشمگیر در ۶ هزار سال پیش از میلاد در ایالتهای ساحلی شیلکا و پاراکاس و استان‌های مرتفع کالجون دو هوآیلاس پدید آمده‌اند.
در حدود ۳۰۰۰ سال بر اساس شواهدی که در مکان‌هایی همچون کوتوش و هوآکا پرییتا نشان می‌دهد، ساکنان این منطقه شروع به کشت و بهره‌برداری از زمین نموده‌اند. کاشت گیاهانی چون ذرت و کتان «(گاسیپیوم باربادنس)» و نیز اهلی کردن جانوران آغاز گردید. ساکنان این نقاط به صنایع خانگی نظیر ریسندگی و بافندگی پنبه و پشم، سبد بافی و سفالگری پرداختند.
برخی از تمدن‌های پیشرفته تر منطقه آند که ۹۰۰ سال پیش از میلاد آشکار شدند عبارت بودند از:
- فرهنگ کارال
- فرهنگ شاوین – بر طبق نظر ژولیو سی. تلو، فرهنگ مادر پرو
- فرهنگ پاراکاس
- فرهنگ موشیکا
- فرهنگ نازکا
- فرهنگ تیاهوآنکو
- فرهنگ واری
- فرهنگ چیمیو

این فرهنگ‌ها مهارت‌های نسبتاً پیشرفته داشتند: آن‌ها کشت، طلا و نقره کاری، سفالگری، متالورژی، و بافندگی را توسعه دادند. در حدود سال ۷۰۰قبل از میلاد، آن‌ها ظاهراً نظام‌های توسعه یافته‌ای را از سازمان اجتماعی توسعه دادند که منادیان تمدن اینکا بود.
تمدن‌های کوچک‌تر در حاشیه کوه‌های آند شرقی که به‌طور گسترده با امپراتوری اینکا هماهنگ شدند عبارت ند از:
- مالبکس
- هو- تیوس
- پونوس
- ماری- تیو- تای
- اولبراکوس

همگی فرهنگ‌های آندی تمایلی به اظهار وفاداری نسبت به اینکاها نداشتند زیرا که آن‌ها امپراتوری خود را توسعه داده بودند، و بسیاری از آن‌ها علناً از خود خشونت نشان می‌دادند. به عنوان مثال، مردم فرهنگ چاچاپویاس از این دست بودند اما نهایتاً توسط امپراتوری اینکا تسخیر و یکپارچه شدند.

## اینکاها
اینکاها، پهناورترین و قدرتمندترین امپراتوری پیش از کریستف کلمب را ایجاد نمود. تاهوآنتینسویو — که از کلمه زبان کوئچوا گرفته شده به مفهوم «چهار ناحیه متحد» — در آغاز قرن شانزدهم به بزرگترین وسعت خود رسید. این قلمرو ناحیه‌ای را پوشش می‌دهد که شامل از شمال به اکوادورو بخشی از کلمبیا، از جنوب تا شیلی، و از بخش جنوب شرقی به آرژانتین؛ و از جنوب تا غرب، تا بولیوی و جنگلهای آمازون می‌شد.
این قلمرو از قبیله‌ای سرچشمه می‌گرفت که در بخش کوزکو قرار داشتند که پایتخت (آنها) شد. پاچاکوتی اولین حاکم مرزهای بسیار وسیع سرزمین کوزکو بود. اولاد وی بعدها با فتح جابرانه و صلح‌آمیز خود بر این قلمرو حکومت نمودند.
کوزکو، شهری سلطنتی نظیر پوما ایجاد گردید که به عنوان ساختار ریاست و اصلی سلطنت شکل گرفت، یعنی آنچه که هم‌اکنون به عنوان ساکسایهوآمان شناخته می‌شود. مرکز اداری، سیاسی و نظامی این امپراتوری در کوزکو قرار داشت. این امپراتوری به چهار بخش تقسیم می‌شد:
چینچاسویو، آنتیسویو، کنتیسویو، کولاسویو.
کوئچوا زبان رسمی بود که در میان شهروندان آن تکلم می‌شد. این زبان در همسایگی قبیله اصلی امپراتوری تکلم می‌شد. جمعیتهایی که تسخیر می‌شدند – قبایل، قلمروها، سرزمین‌ها، و شهرها- مجاز بودند به مذاهب و سبک‌های زندگی خود عمل کنند، اما مجبور بودند رسوم فرهنگی اینکاها را نسبت به آداب خود مقدم و برتر بشمارند. اینتی، خدایگان خورشید، باید به عنوان یکی از مهم‌ترین خدایان امپراتوری پرستش می‌شد. جانشین وی بر روی زمین «اینکا»، امپراتور بود.
تاهوآنتینسویو در قلمروهایی با یک جامعه طبقه‌بندی‌شده تشکیل شد که در آن اینکاها فرمانروایی می‌کردند. تمدن اینکا توسط اقتصادی پشتیبانی می‌شد که براساس مالکیت اشتراکی زمین بود. در واقع، امپراتوری اینکا، همچون یک طرح متمدن گستاخانه و جاه طلب مبتنی بر اندیشه خیال پردازانه تصور می‌شود که در آن هماهنگی روابط بین بشر، طبیعت، و اسطوره‌شناسی اینکا امری ضروری بود.
بسیاری از رسوم عجیب و جالب در آن مشاهده می‌شدند، مثلاً جشن مجلل (مسرفانه) اینتی رایمی که از خدای خورشید سپاسگزاری می‌نمود، و زنان جوانی که شامل زنان باکره خورشید بودند، و این باکره‌های مخصوص قربانی برای آنتی وقف (نذر) می‌شدند. این امپراتوری کاملاً پهناور، نیز یک سیستم حمل و نقل جالب توجه جاده‌ای برای تمام نقاط قلمرو اش به نام سیستم جاده اینکا داشت، چاسکوئیس، حاملان پیغام بودند که اطلاعات را از هرجا در این قلمرو به (مرکز) کوزکو می‌رساندند.
ماچو پیکچو (در زبان کوئچوا: قله پیر؛ برخی اوقات «شهر گمشده اینکاس» نامیده می‌شود)، ویرانه‌ای بازمانده از اینکای قبل از کلمب است که بر روی حاشیه یک کوه بلند بر فراز دره اروبامبا، حدود ۷۰ کیلومتری (۴۴مایلی) شمال غرب کوزکو واقع شده‌است. اندازه ارتفاع نواحی آن بسته به این که داده‌های مربوط به ویرانه اشاره نماید یا حدود و ثغور کوهستان تفاوت می‌کند؛ اطلاعات جهانگردی راجع به ماچو پیکچو، میزان ارتفاع آن را ۲۳۵۰ متر گزارش می‌کند. با وجود آن که قرن‌ها از سوی جهان خارج به بوته فراموشی سپرده شده، اما مردم این نواحی آن را از یاد نبرده‌اند، و در سال ۱۹۱۱ توسط باستان‌شناس دانشگاه ییل، هیرام بینگهام، به اذهان جهانیان بازگردانده شد که وی آن را کشف نموده و کتاب پرفروشی راجع به آن نوشت. پرو به دنبال تلاش‌های قانونی بوده‌است تا هزاران شیء مصنوع (باستانی) را که بینگهام از این منطقه خارج کرده، به کشور بازگرداند.
از چشم‌انداز منطق‌گرایی اروپائی، امپراتوری اینکا همچون مدینه فاضله به نظر می‌آید. با این وجود، این تعبیر عملگرایانه سبب فراموشی این مسئله می‌شود که برخورد بین دو جهان بینی ضدالهی، اثر مخربی بر توازن برتری جهان‌بینی اینکا داشته که در آن دو مدعی تاج و تخت از جنگ داخلی قلمرو اینکا برای رسیدن به اهدافشان بهره (امتیاز) گرفتند.

## مستعمره پرو (حکومت اسپانیایی)

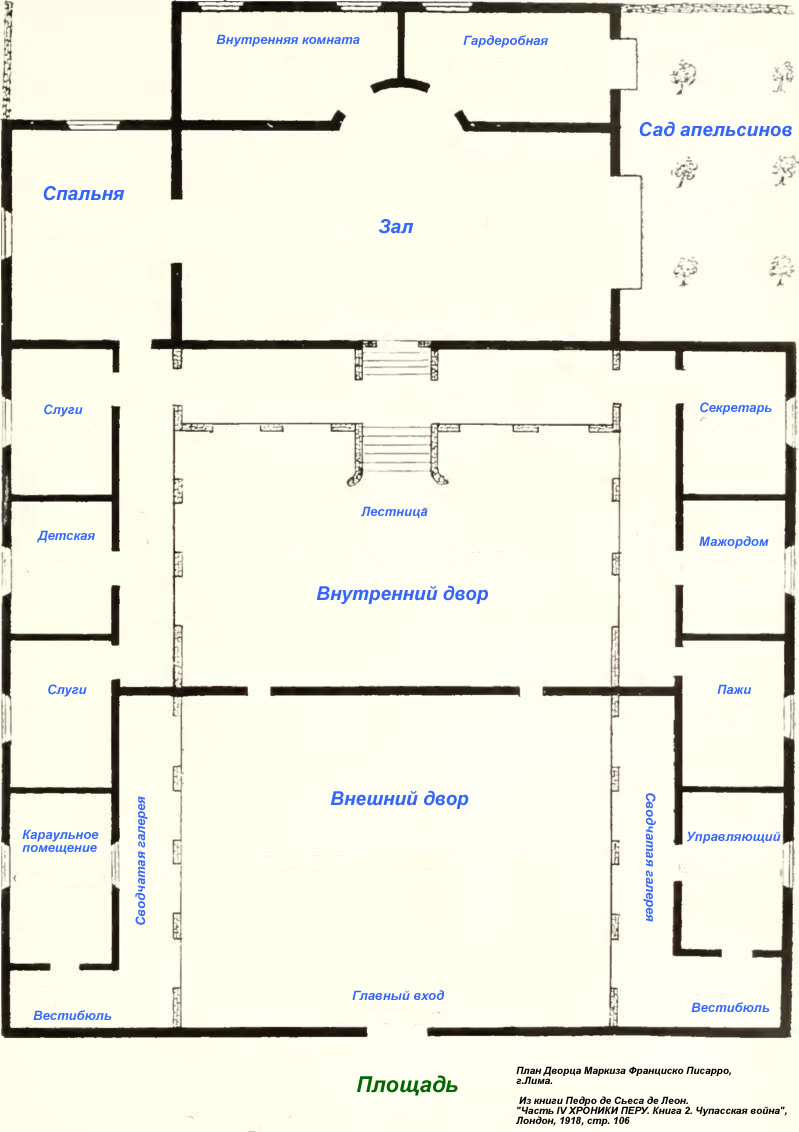
تاریخ پرو

فرانسیسکو پیزارو، و برادرانش مجذوب اخبار پادشاهی ثروتمند و افسانه‌ای شدند. در سال ۱۵۳۱، آن‌ها وارد کشوری شدند که هم اینک پرو نامیده می‌شود. (اشکال دیگر کلمه پرو همچون «Biru", "pirú»، و «Berú» نیز در آثار گذشته مشاهده می‌شوند) بر طبق نظر رائول پوراس بارنچیا، زبان پرو نه یک کوئچوا و نه یک زبان اسپانیولی کارائیبی بوده بلکه آن از  هندو-هیسپانیک بوده‌است.
در آن زمان، امپراتوری اینکا در ورطه یک جنگ داخلی پنجساله بین دو شاهزاده، هواسکار و آتاهواپلا فرورفته بود. فرانسیکو پیزارو با استفاده از این امتیاز در آن کشور یک کودتا انجام داد. در ۱۶ نوامبر۱۵۳۲، در حالی مردم در (شهر) کاجاماکرا جشن می‌گرفتند، اسپانیایی‌ها طی نبرد کاجاماکرا، در یک اقدام شگفت‌انگیز اینکا آتاهواپلا را تسخیر نمودند، موجب بهت فراوان در میان مردم و آماده شدن آن‌ها برای دوره آتی مبارزه گردید. زمانی که هواسکار به قتل رسید، اسپانیایی‌ها آتاهوالپا را محاکمه کرده و به مرگ محکوم نمودند، و وی را خفه کردند.
برای مدت زمانی پیزارو، حاکم ظاهری اینکا باقی‌ماند و پس از مرگ آتاهوالپا، توپاک هوالپا را به عنوان اینکا معرفی نمود. اما بدرفتاری‌های این سردار فاتح، ماهیت این ظاهرسازی را بسیار علنی ساخت. سیطره اسپانیایی‌ها با سرکوب خونین شورش‌های بومی آتی به حکومت خود انسجام بخشید. این وضعیت در اثر مبارزه قدرت بین خانواده پیزارو و دیگو دی آلماگرو پیچیده شد. جنگ داخلی بلند مدتی گسترش یافت، که در نتیجه آن افراد پیزارو در نبرد لاس سالیناس پیروز شدند.
با این وجود، اسپانیایی‌ها از فرایند استعماری خود غفلت نورزیدند. مهم‌ترین رویداد، بنیان‌گذاری شهر لیما در ژانویه، ۱۵۳۵ بود که در نتیجه آن موسسات اداری در آن ایجاد شدند. لزوم انسجام اقتدار سلطنتی اسپانیا بر این مناطق، موجب تشکیل بارعام واقعی (دربار سلطنتی) شد. در سال ۱۵۴۲، اسپانیایی‌ها قلمرو قصرهای جدید نایب سلطنت را پدید آوردند که کمی بعد نایب سلطنت پرو خوانده شد. با این وصف، نایب سلطنت پرو تا زمان ورود فرانچسکو دی تولدو نائب سلطان در سال ۱۵۷۲، به رسمیت شناخته نشد.
فرانچسکو دتولدو به حکومت بومی در ویلکابامبا با اعدام اینکا توپاک آمارو پایان داد. او همچنین خواستار توسعه اقتصادی از طریق انحصار بازرگانی و استخراج معدنی، و عمدتاً از معادن نقره پوتوسی شد. او مؤسسه اینکا را تحت عنوان میتا به راه انداخت که یک سرویس اجباری عمومی بود تا جوامع بومی را تحت بردگی ظالمانه اقتصادی قرار دهد.
نایب سلطنت پرو ثروتمندترین و قدرتمندترین نائب السلطنه در کشورهای آمریکایی در قرن هجدهم شد. ایجاد نایب السلطنه‌هایی از فرمانداری گرانادای جدید، فرمانداری ریودو دل پلاتا (در گستره محدوده‌شان)، معافیتهای مالیاتی را از مرکز بازرگانی لیما به کاراکاس و بوینس آیرس منتقل ساخته و کاهش تولید معادن و منسوجات، تخریب فزاینده نایب السلطنه پرو را تثبیت نمود. این وقایع جو مناسبی ایجاد کرد که ایده‌های آزادی‌جویانه را بین مردم کریولو، اسپانیایی یا مردم دورگه توسعه داد.

## جنگ‌های استقلال طلبی

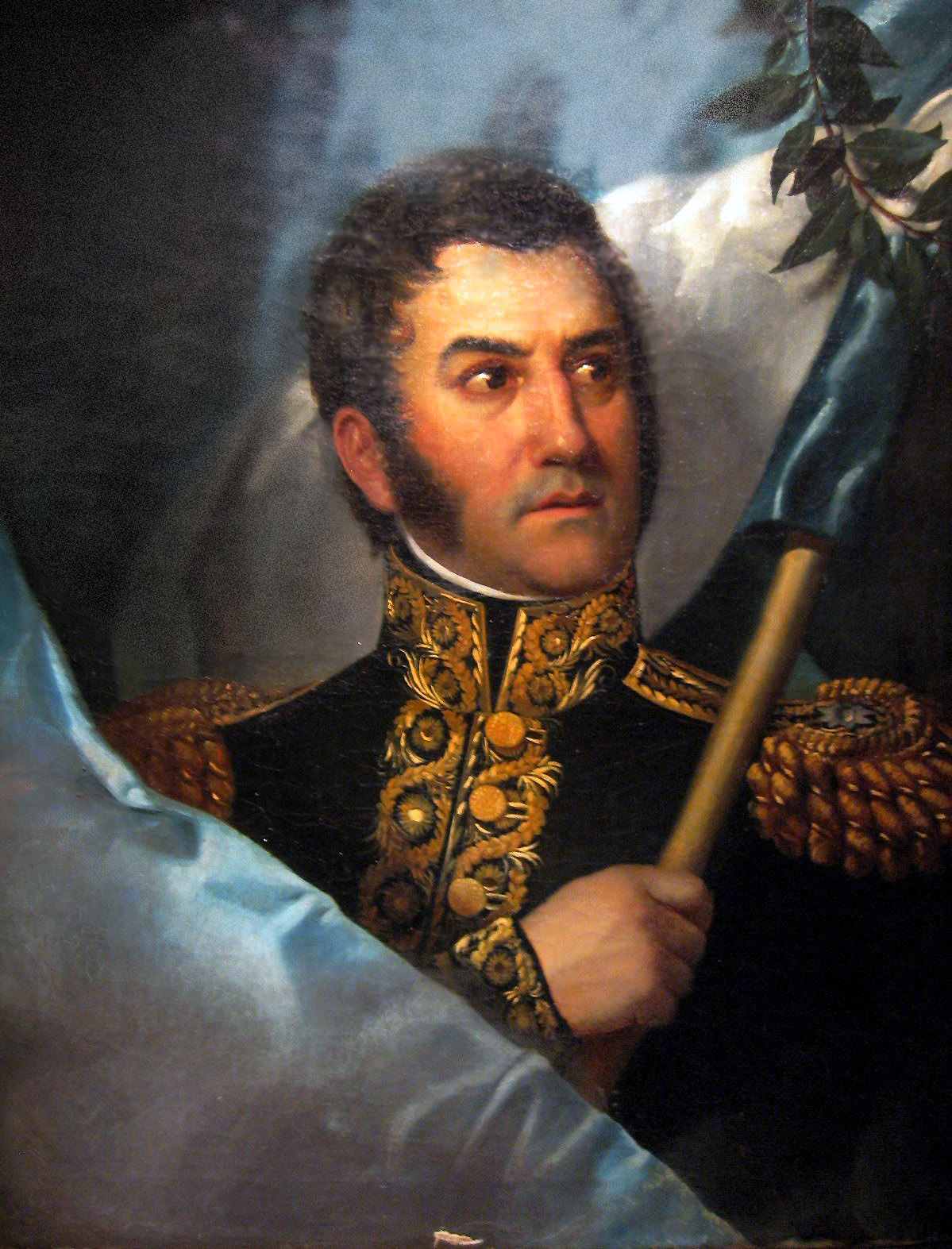
خوزه دسانمارتین، استقلال پرو را در ۲۸ژولای، ۱۸۲۱ اعلام نمود.

بحران اقتصادی به نفع شورش محلی از سال ۱۷۸۰ تا ۱۷۸۱ بود. این شورش به ریاست توپاک آمارو دوم بود. در این زمان، حمله ناپلئون به روسیه از شبه جزیره ایبری و تزلزل قدرت سلطنتی رخ داد. شورش کریولهل هوانوکو در سال ۱۸۱۲ روی داد و شورش کوسکو بین سال‌های ۱۸۱۴ تا ۱۸۱۶ اتفاق افتاد. این شورش‌ها از اصول آزادی‌خواهی دفاع می‌نمودند که به وسیله قانون اساسی کادیز در سال ۱۸۱۲ تحریم شده بود.
نایب السلطنه پرو با حمایت قدرت گروه اقلیت حاکم کریول‌ها، به آخرین دژ قلمرو در آمریکای جنوبی تبدیل شد. این فرمانداری پس از مبارزات جدی قاره‌ای سیمون بولیوار و خوزه د سان مارتین، از پا درآمد که جانشین حکام سلطنتی شیلی پس از یک نبرد مهم در کوه‌های آند شدند، و در سال ۱۸۱۹، در شبه جزیره پاراکاس برکنار شده بودند، و در ۲۸ ژوئیه ۱۸۲۱ استقلال پرو را در لیما اعلام کردند. سه سال بعد، سیطره اسپانیایی‌ها به‌طور کامل پس از نبردهای جونین آیاکوچو از بین رفت. اما اولین رئیس‌جمهور آن تا سال ۱۸۲۷، به قدرت نرسید.

## دوران جنگ و بازسازی
در سال ۱۸۷۹، پرو وارد جنگ پاسیفیک شد که تا سال ۱۸۸۴ بطول انجامید. بولیوی خواستار اتحاد خود با پرو علیه کشور شیلی شد. دولت پرو با اعزام یک گروه دیپلماتیک برای مذاکره با دولت شیلی کوشید تا برای مذاکره با آن میانجیگری نماید، اما این کمیته نتیجه گرفت که وقوع جنگ ناگزیر است. شیلی د ر۵ آوریل ۱۸۷۹ اعلام جنگ نمود. یک جنگ تقریباً پنج‌ساله به وارد شدن خسارات به بخش تاراپاکا و ایالات تاکنا و آریکا در ناحیه آتاکاما خاتمه یافت.
پس از جنگ، تلاش فوق‌العاده‌ای برای آغاز بازسازی انجام گرفت. ثبات سیاسی تنها در اوایل سال‌های ۱۹۰۰ به دست آمد. جنبش سیویلیست به رهبری نیکولاس دی پیرولا با رهبری نظامی مخالف بود که ناشی از شکست نظامی و و فروپاشی اقتصادی بود. او با انقلابی در سال ۱۸۹۵ به قدرت رسید. شخصیت اصلاح طلب دیکتاتوری پیرولا در مجمع آگوستو بی تداوم یافت.
طی حکومت مجمع آگوستو بی در دوره‌های سال‌های ۱۹۰۸–۱۹۱۲ و ۱۹۱۹–۱۹۳۰، که این مورد اخیر تحت عنوان «اونسنیو» – یازدهم شناخته شده‌است) ورود به پایتختهای کشورهای آمریکایی عمومیت یافت و طبقه متوسط از آن برخوردار شدند. این سیاست‌ها در راستای افزایش وابستگی خارجی پایتخت، به ایجاد مخالفتی انجامید که بین طبقه اقلیت ملاکان و نیز پیشروترین بخش‌های جامعه پرو تمرکز یافت.
در سال۱۹۲۹، پرو و شیلی معاهده صلح نهایی را امضاء نمودند، پیمان آنکن که طی آن تاکنا به پرو مسترد می‌شد و پرو برای همیشه زمام امور ایالات ثروتمند آریکا و تارپاکا را بر عهده می‌گفت، اما حقوق خاصی برای فعالیت‌های بندری در آریکا حفظ می‌شد و نیز تصمیماتی که به وسیله آن شیلی می‌توانست کارهایی را در آن مناطق انجام دهد.
پس از بحران جهان گستر سال ۱۹۲۹، شماری از حکومت‌های کوچک از یکدیگر پیروی کردند. حزب APRA فرصت یافت تا از طریق فعالیت‌های سیاسی اصلاحاتی را در نظام به وجود آورد، اما این امر موفقیت‌آمیز نبود. سرکوب ظالمانه‌ای در اویل دهه ۱۹۳۰ انجام گرفت و ده‌ها هزار طرفدار «آپریستا» اعدام یا زندانی شدند. از این زمان، یک رشد جمعیتی و افزایش شهرنشینی آغاز شد. طی جنگ جهانی دوم، پرو اولین کشور آمریکای جنوبی بود که با آمریکا متحد شد و اتحاد آن‌ها علیه آلمان و ژاپن بود.
بین این دو دوره زمانی، باید قانون اساسی اتحاد انقلاب خلق آمریکایی (APRA) را مورد تأکید قرار داد. این یک جنبش ناسیونالیستی، خلق گرا و ضد امپریالیستی به رهبری ویکتور رائول هایا دلاتوره در سال ۱۹۲۴ بود. حزب کمونیست چهار سال بعد تشکیل شد و آن به رهبری خوزه کارلوس ماریاتگوئی بود.

## سیاست‌های نوین

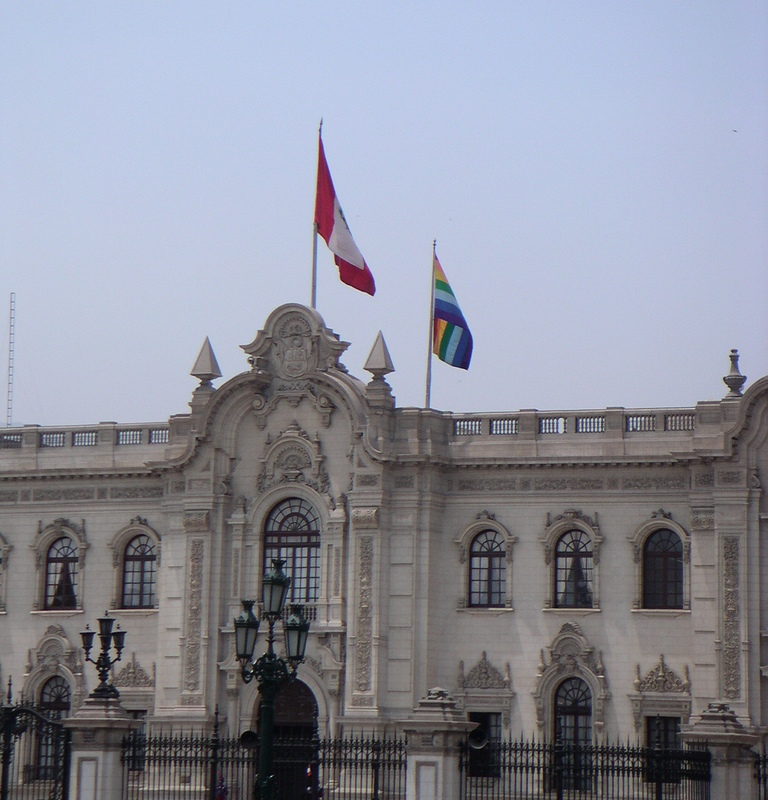
کاخ دولت پرو در لیما

ژنرال مانوئل. ای. اودریا دولت نظامی استبدادی را هدایت می‌کرد که از سال ۱۹۵۶–۱۹۴۸ به مدت ۸ سال طول کشید. تملک نابرابر زمین («لاتیفوندا»)، حاشیه بندی گسترده (طبقات) اجتماعی و نمونه کوبا در اوایل دهه ۱۹۶۰ محرکی را برای پیدایش جناح چپ نظامی پرو فراهم ساخت اما این قیام کوتاه بود و برای نیروهای نظامی بهانه‌ای شد تا کنترل خود را بر کشور افزایش دهند و توان و ایدئولوژی دیگری را که برای «کودتا» لازم بوده، گردآوری نمایند.
در همین حال، تلاش اصلاح طلبانه اولین دولت فرناندو بلونده تری در توجه به ماهیت ساختاری آسیب‌شناسی اجتماعی با ناکامی همراه بود که فاجعه را در پرو تداوم بخشید. دولت بلنده پروژه‌های متعددی را بر عهده کرفت از جمله «بزرگراه‌های حاشیه‌ای دلاسلوا»، یا بزرگراهی که چیکلایو را در ساحل اقیانوس آرام با نواحی شمالی قبلاً «متروک» منطقه آمازون، منطقه سن مارتین و لورتو متصل می‌نمود اما بلونده که بار اذهان عمومی را به دلیل آن که آن بسیار به پایتخت کشور بیگانه نزدیک بود، به دوش می‌کشید، نیز تصمیمات اقتصادی‌اش موجب کاهش ارزش واحد پول سول و ناآرامی عمومی در اطراف و اکناف کشور و لیما شد.
در سال ۱۹۶۸، ژنرال خوآن ولاسکو آلوارادو کودتایی را هدایت نمود که به عوض شدن دولت بلونده منتهی شد. تحت عنوان «رئیس‌جمهور دولت انقلابی» لحن ناسیونالیستی و متمایل به چپ خوآن ولاسکو آلواردو از طریق اعلان اولین اصلاحات عمده کشاورزی (ارضی) از سوی دولت وی آشکار گردید که با هدف جلوگیری از بالا رفتن ناآرامی اجتماعی به ویژه در مناطق آند صورت گرفت که در آن الگوهای مالکیت زمین عمیقاً نابرابر بود. دولت ولاسکو با ارتقاء حقوق رعیت اعتبار یافت از جمله به رسمیت شناختن زبان کوئچوا به عنوان زبان ملی، مالکیت اشتراکی زمین، و بسیج اجتماعی خلقگرا (سیناموس).
همواره، این امر موجب افزایش درگیری با گروه‌های برجسته کوچک (اجتماعی) می‌شد که دارای منافع سرمایه‌ای خارجی و از اعضای اقلیت حاکم محلی بودند. فقدان سلامتی در ولاسکو، شرایط جهانی را تغییر داد و برنامه‌ریزی ضعیف آن به یک واکنش ضد نسبت به برنامه ناسیونالیستی ولاسکو منجر شد. در سال ۱۹۷۵، ژنرال فرانچسکو مورالس برمودز کودتایی را ترتیب داد که در آن خود با برکناری ولاسکو رئیس‌جمهور شد. رژیم ممورالس برمودز بر اساس بازگشت به سیاست‌های سرشناس محوری وی شناخته می‌شود که اندکی ناآرامی اجتماعی را در جامعه فرونشاند که عمدتاً از مقوله منافع اجتماعی شهروندی «ملی» جدا است.
نیروهای مسلح پرو که در اثر ناتوانی خود جهت «اداره کردن» پرو درمانده شده بودند، مجبور شدند تا درخواست انتخابات نمایند. ضمناً، به عنوان یک پیشینه برای بازگشت به دولت منتخب وقوع دو حادثه بود که عمیقاً بر دو دهه تاریخ آتی پرو تأثیر گذاشت. اولی که یک همایش قانونی بود که به تدوین قانون اساسی جدید ملی در سال ۱۹۷۹ منجر شد. دومین حادثه که در سال ۱۹۸۰ آغاز گردید مبارزه مسلحانه علیه دولت به وسیله یک جناح منشعب از حزب کمونیست پرو به نام راه درخشان بود. این یک مسئله تصادفی نبود که این مبارزه در یکی از فقیرترین نواحی کشور آغاز شد در حالی که قانون اساسی جدید در پایتخت و به دور از تمرکز بر مسئله محرومیت شرکت در انتخابات پس از بحث طولانی، تصویب شد.
بنابراین، فرناندو بلونده تری در سال ۱۹۸۰ مجدداً و با امید فراوان رئیس‌جمهور شد. اما، تا پایان دوره کاری اش در سال ۱۹۸۵، پرو مجدداً دچار بحرانی گردید که طی دودهه گذشته گریبانگیر آن بوده‌است: بدهی خارجی فزاینده مانع از فعالیت‌های دولتهای آتی در پرو گردیده‌است. علاوه بر این، بلونده در پایان دادن به فقر رو به رشد اکثریت عمده‌ای از جمعیت، عاجز بوده، و قادر نبوده به افزایش هنگفت عملیات تجارت مواد مخدر غیرقانونی یا شورش‌های یاغیان جناح راه درخشان («Sendero Lumino») و نهضت انقلابی توپاک آمارو (MRTA) پایان دهد.
رهبر حزب ARPA پرو، آلن گارسیا با خوش‌بینی فراوان در سال ۱۹۸۵ رئیس‌جمهور شد. پس از یک آغاز امیدبخش، اقتصاد پرو در اثر تورم شدید، زمینگیر شد که از جامعه اقتصاد بین‌المللی جدا بوده و در سکرات چاه یک جنگ خونین داخلی که راه درخشان و نهضت انقلابی توپاک آمارو آن را علیه کشور و متحدینش به راه انداخته بودند، دست و پا می‌زد. در فضائی از هرج و مرج، هراس عمومی و آشفتگی سیاسی، پیروزی انتخاباتی آلبرتو فوجی موری در سال ۱۹۹۰ واقع شد، زمانی که رئیس ساختگی یک دانشگاه مجهول با تفاوتی اندک یک داستان‌نویس پروئی و شخصیت فرهنگی همچون ماریو بارگاس یوسا را شکست می‌داد. گارسیا همچون اسلاف خود، بر طبق نظر بسیاری از مردم پرو، قدرت را در حالی تسلیم می‌کرد که وضعیت کشور از زمانی که وی وارد این پست شد، بدتر شده بود.
او دو سال پس از انتخابش و در وضعیت بن‌بستهای مداوم با پارلمان، رئیس‌جمهور آلبرتو فوجی موری به سادگی کنگره را تعطیل کرد و به منظور دامن زدن به یک بحران جدید قانونی پرو در سال ۱۹۹۲ همه‌پرسی برگزار نمود. بنا به اعتقاد برخی بخش‌های اجتماعی پرو و جامعه اقتصاد بین‌الملل با توسل به «ثبات» در اقتصاد کلان برای پرو پس ار سال‌های توفانی زمان گارسیا، فوجی موری از سوی رقبای خود به عنوان یک رژیم مستبد به یاری ولادیمیر و مونته سینو، رهبر سابق سرویس اطلاعاتی پرو (SIN) که هم‌اکنون در زندان به سرمی برد، مورد انتقاد قرار گرفت.
در پی «انتخابات مجدد» بحث‌برانگیز سوم که همراه با اشاعه فساد، و آشفتگی گسترده سیاسی و تجاوزات عمده به حقوق بشر بود، فوجی موری مجبور شد تا انتخابات زود هنگام را درخواست نماید. پس از آن که حرب وی کنترل پارلمان پرو را از دست دادند، او مجبور شد از مقام ریاست جمهوری پرو استعفاء بدهد. در هنگام بازگشت از اجلاس اپک در برونئی، فوجی موری بر مبنای تابعیت ژاپنی خود از کشور ژاپن درخواست پناهندگی سیاسی نمود.
در کشاکش کناره‌گیری ناگهانی فوجی موری از قدرت، والنتین پانیاگوا به عنوان رئیس‌جمهور «موقتی» برای این مقام انتخاب شد. در پی انتخابات داغ و جنجالی، الساندرو تولدو با شکست دادن آلن گارسیا (۲۰۰۶) با اکثریت نزدیک، برای دوره (۲۰۰۶–۲۰۰۱) رئیس‌جمهور شد.
در سال ۲۰۰۶، آلن گارسیا یکبار دیگر با شکست دادن اولانتا هومالا، نامزد ناسیونالیست، به عنوان رئیس‌جمهور انتخاب شد. اولانتا هومالا به خاطر شرکت داشتن در مبارزه علیه حزب راه درخشان و نقش وی به عنوان رهبر جناح مخالفی که کنار رفته، برای دفعات متعددی با دادگاه مواجه شد. رئیس‌جمهور سابق آلبرتو فوجی موری (فعلاً در شیلی است) در انتظار صدور احکامی علیه وی از سوی دولت پرو به سر می‌برد، بی‌بی‌سی نیوز، در حالی که به‌طور هم‌زمان حزب سیاسی وی، اتحاد برای آینده پرو، تعداد زیادی از اعضای پارلمان را در انتخابات اخیر گرد آورده‌است. رئیس‌جمهور سابق الساندرو تولدو و والنتین پانیاگوا در اتحاد حزب معقول پرو – جناح مرکز در کنگره حضور دارند.